# Erxleben (Börde)
Erxleben é um município da Alemanha, situado no distrito de Börde, no estado de Saxônia-Anhalt. Tem 83,39 km² de área, e sua população em 2019 foi estimada em 2.845 habitantes.